# Collège de l'Immaculée-Conception (Paris)
Le collège de l'Immaculée-Conception est un ancien collège de Paris fondé par les Jésuites. Il est situé no 391 rue de Vaugirard et au no 1 rue Lacretelle dans le 15e arrondissement. Une partie des bâtiments a été détruite pour construire le lycée autogéré de Paris. L'un des bâtiments restant est actuellement occupé par une partie de l'université Panthéon-Assas. Les deux ailes de la chapelle et du dortoir ont été inscrites aux monuments historiques par arrêté du 2 octobre 1990.

## Histoire
Il s'agit d'un ancien collège de Jésuites, qui comprenait plusieurs ailes.
Après que l'abbé Poiloup a décidé de céder son institution de Vaugirard aux pères jésuites qui vont en faire le collège de l'Immaculée-Conception, l'abbé Lévêque, professeur de sciences et préfet des études de Poiloup, acquiert la propriété d'Auteuil et y ouvre l'Institution Notre-Dame.
C'est dans ce collège que le père du général de Gaulle a enseigné. Charles de Gaulle a lui-même été élève dans cet établissement pendant quelques années.

## Architecture
Le collège a subi de nombreux changements après sa partition. La chapelle a été désacralisée et est désormais utilisée comme amphithéâtre par l'université Panthéon-Assas tandis que les dortoirs sont devenus des salles de travaux dirigés. 

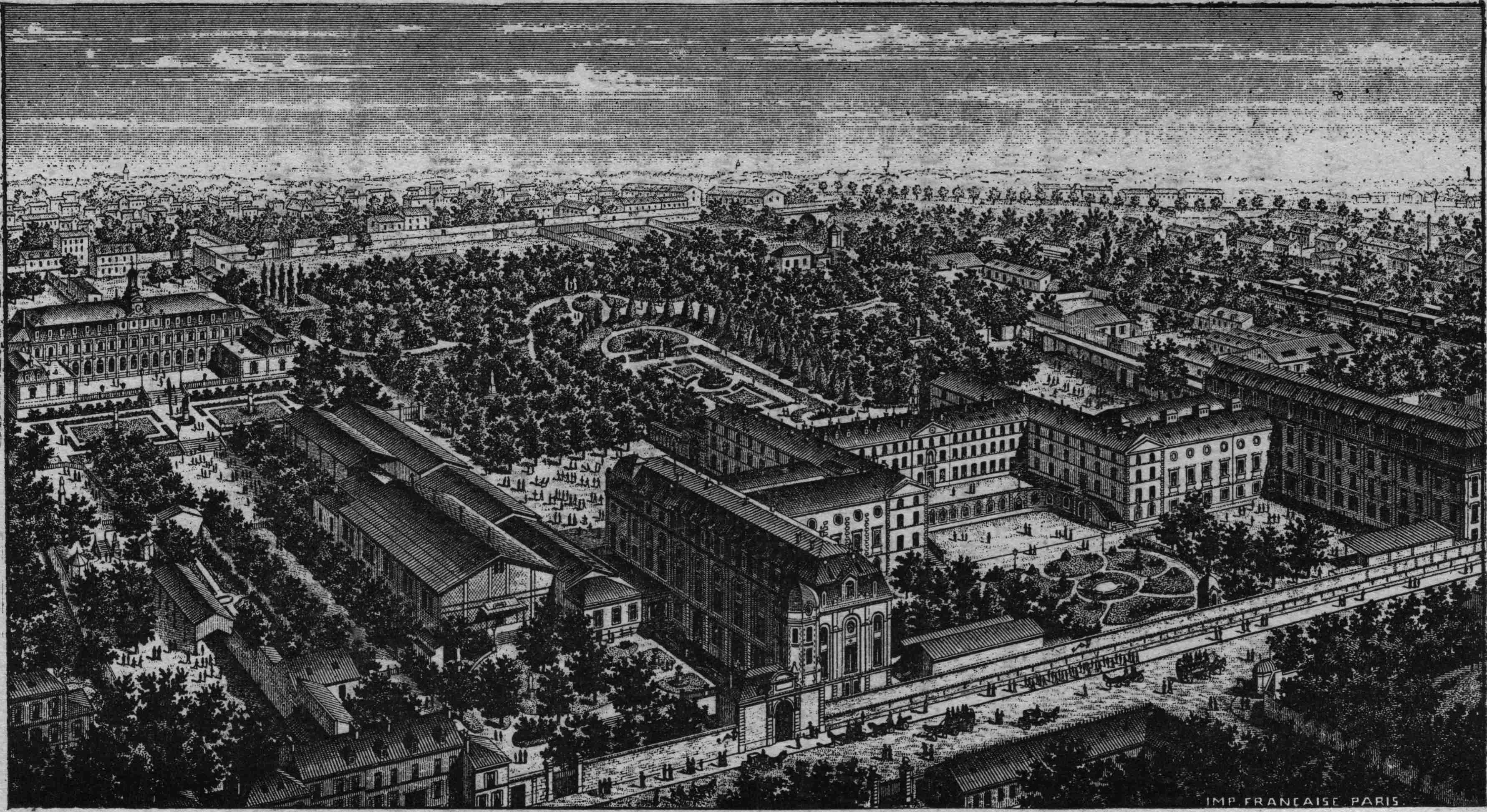
Le domaine.
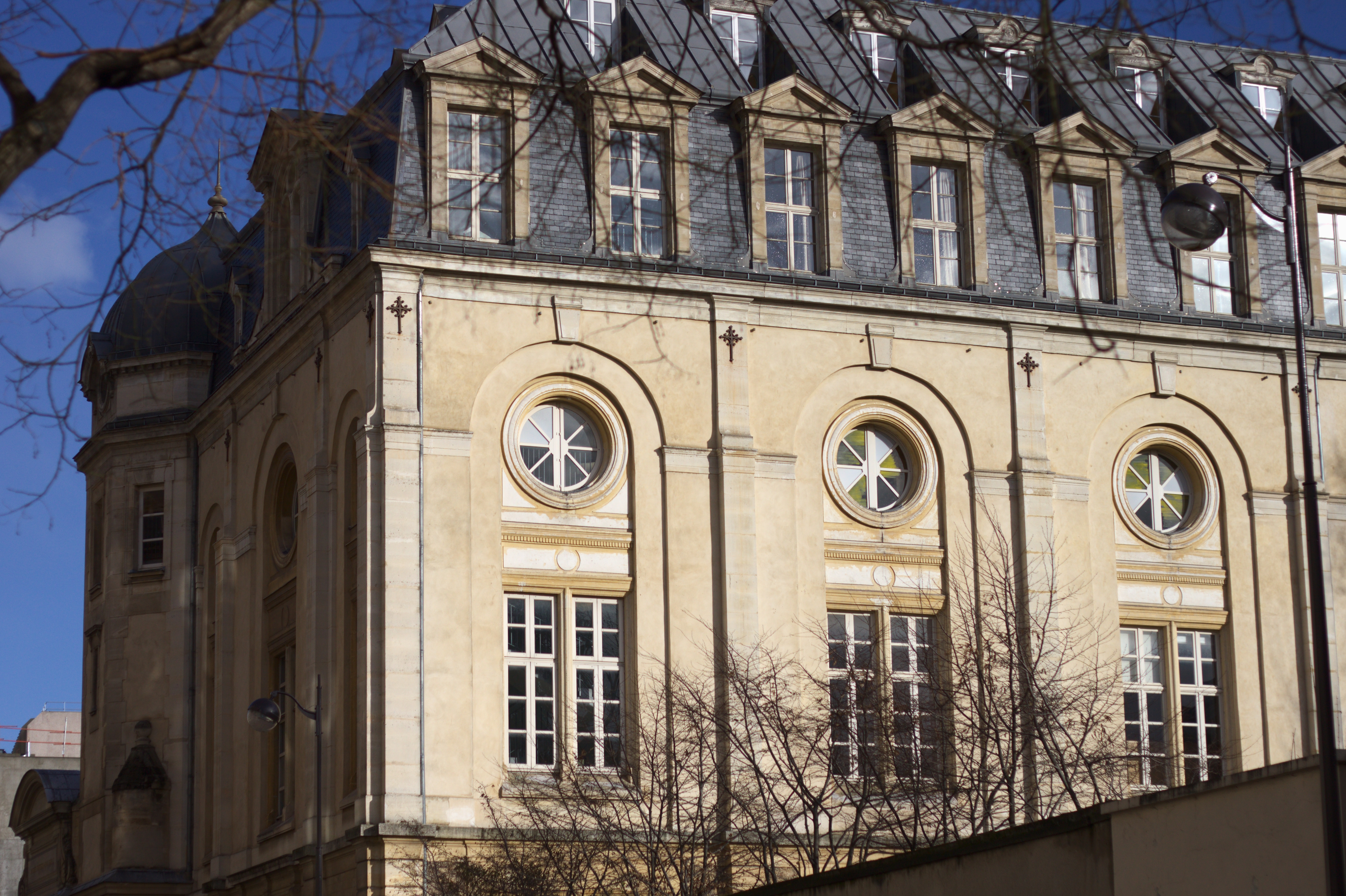
Détail de l'ancien collège.

## Personnalités liées au collège

### Professeurs
- Théodore de Regnon
- Pierre Olivaint
- Henri de Gaulle

### Élèves
- Georges Bernanos[4]
- Jean de Lattre de Tassigny[5]
- Robert Demachy
- Pierre Gerlier[5]
- Marcel Prévost[6]
- Charles de Gaulle[7]
- Xavier de Gaulle
- André Guillaumin